# Vidonci
Vidonci (madžarsko Vidorlak) so naselje v Občini Grad.

## Prireditve
- Leta   1987    Borovo gostüvanje.